# Bataille de Bagdad (1258)
Pour les articles homonymes, voir bataille de Bagdad.
Invasions mongoles
La bataille de Bagdad en 1258 (656 AH) est une victoire, près de Bagdad, de l'armée mongole contrôlée par le chef Houlagou Khan, petit-fils de Gengis Khan, sur l'armée du Califat abbasside. La ville, après un siège, est ensuite prise, mise à sac et brûlée, et environ 800 000 habitants sont massacrés.

## Contexte
Le califat abbasside était en place depuis plus de 500 ans, puisqu'il avait été fondé en 750 . Il était la deuxième dynastie musulmane, après le renversement des Omeyyades au pouvoir après l'assassinat d'Ali en 661.
Au cours du IXe siècle, le califat de Bagdad perdit la plupart des possessions de l'ancien empire musulman : la Tunisie et la Tripolitaine en 801, l’Azerbaïdjan septentrional en 825, le Yémen en 850, le Tabarestan en 864, le Sind et la majeure partie de la Perse au début des années 870, la Transoxiane en 875, Chypre en 879, l’Arménie en 884, l’Azerbaïdjan iranien en 889, l'Arabie (à l’exception du Hedjaz) en 899, la Haute Mésopotamie en 907. Pire, en 945 (334 AH), les Bouyides, qui étaient chiites, imposent leur tutelle au calife de Bagdad Al-Muti, qui perd ainsi tout pouvoir temporel. Il conserve cependant un fort pouvoir religieux sur les régions susmentionnées. En 1055 (447 AH), le califat passe sous la domination des Seldjoukides qui viennent d'établir un nouvel Empire. Le califat ne retrouve son indépendance politique qu'en 1157 (552 AH), mais celle-ci se limite désormais à la Basse Mésopotamie. Malgré cela, le califat restait un symbole fort et sa capitale Bagdad était toujours un important centre culturel ainsi que la quatrième ville la plus peuplée du monde (derrière Zhongdu, Le Caire et Hangzhou).

## La bataille
L'armée mongole, menée par Houlagou Khan et le commandant chinois Guo Khan (en), s'installa à Bagdad en novembre 1257. Houlagou a marché avec ce qui était probablement la plus grande armée jamais réunie par les Mongols. Sur l'ordre de Möngke Khan, deux combattants sur dix dans l'empire entier devaient rejoindre l'armée d'Houlagou. De plus Ata al-Mulk Juvayni écrit que plus de 1 000 artilleurs chinois, ainsi que des Arméniens, des Géorgiens, des Turcs et des Perses prirent part au siège.

## Le siège
Houlagou proposa d'abord la reddition, que le calife refusa. Beaucoup de récits s'accordent à dire que le calife n'était pas du tout préparé à une telle bataille, son armée n'ayant pas été concentrée et les murs de Bagdad n'ayant pas été renforcés. Le pire est que, selon David Nicolle, le Calife a fortement offensé Houlagou Khan en jouant de menaces, ce qui pourrait expliquer le châtiment terrible que subit la ville par la suite.
Avant d'assiéger Bagdad, Houlagou avait déjà frappé les esprits en détruisant les Lors qui s'étaient opposés à son autorité. De plus, la reddition sans combat en 1256 de la secte des Hashshashin, en dépit de la réputation d'imprenabilité de leur forteresse d'Alamut, le revêtait d'une réputation de guerrier invincible.
Une fois arrivés près de la ville, les Mongols se divisèrent en deux groupes afin de bloquer les deux sorties possibles. La première pince s'établit sur la rive droite du Tigre, l'autre sur la rive gauche.
Une première sortie du Calife fut couronnée de succès, ses troupes ayant réussi à repousser en partie les troupes occupant la rive droite, mais la seconde attaque fut un échec, les Mongols avaient en effet détruit les canaux en amont du fleuve et avaient ainsi piégé les forces de la ville. La cavalerie fondit alors sur le reste des troupes isolées avant d'encercler le gros des troupes plus à l'ouest. Ainsi, en l'espace d'une journée, l'armée abbasside fut en grande partie massacrée ou noyée.
Au même moment, Guo Khan faisait creuser des tranchées et construire des catapultes.
Le siège proprement dit commença le 29 janvier 1258. La bataille fut assez rapide compte tenu de la durée moyenne des sièges de l'époque qui se comptaient en dizaines de mois, parfois même en années. Dès le 5 février, les Mongols réussirent à ouvrir une brèche dans le mur. Des pourparlers initiés par Al-Musta'sim furent rejetés par les Mongols.
Le 10 février, la ville capitula. Les Mongols pénétrèrent alors dans la ville, puis, dès le 13, commença une semaine de massacres, de pillages, de viols et de destruction.

## La destruction de Bagdad
De nombreux récits historiques détaillent l'ensemble des horreurs perpétrées par les troupes mongoles.
La grande bibliothèque de Bagdad contenant d'innombrables ouvrages historiques traitant de médecine et d'astronomie fut entièrement détruite. Des survivants dirent même que l'encre de tous ses livres assombrit les eaux du Tigre. Les Mongols détruisirent également les mosquées, les palais, les autres bibliothèques ainsi que des édifices d'une grande richesse culturelle.
La population tenta d'échapper à l'armée mongole, mais interceptés, les 90 000 civils fuyards furent massacrés,. D'autres estimations fixent à des centaines de milliers les victimes civiles.
Ian Frazier du New Yorker considère que 200 000 à un million de Bagdadis n'auraient pas survécu au siège. Le calife fut capturé et forcé d'assister aux scènes de massacres et de tortures subies par son peuple. Il mourut piétiné par les chevaux de la cavalerie mongole après avoir été enroulé dans un tapis, cette thèse confirmant une croyance mongole ancestrale selon laquelle la terre maudirait quiconque ferait couler sur elle du sang royal. Ses fils furent tués, un seul survécut pour être envoyé en Mongolie. Plusieurs récits disent qu'Houlagou déplaça le camp du côté où soufflait le vent car l'odeur des cadavres émanant de la ville devenait insupportable.
Il faut noter que la tactique d'Houlagou et le comportement de ses troupes mongoles, qualifiées de « barbares », étaient directement hérités de son aïeul Gengis Khan, qui voyait dans la violence des destructions un moyen efficace de décourager les velléités de résistance chez tout ennemi potentiel.

## Conséquences
En Égypte, le sultan mamelouk bahrite Qutuz prit le pouvoir pour assumer la guerre contre les Mongols (1259). Houlagou Khan lui demanda de se rendre. Qutuz refusa et tua les ambassadeurs d’Houlagou pour rendre toute négociation impossible.
En août 1260, Qutuz quitta l’Égypte à la tête des armées égyptienne et syrienne réunies.
Il envoya le général Baybars en mission de reconnaissance avec une partie de l’armée. Au cours de cette mission, Baybars dut affronter un contingent mongol et emporta la victoire. Ce premier succès rehaussa le moral des troupes musulmanes. L’armée mongole fut menée par Kîtbûqâ depuis le départ soudain d’Houlagou provoqué par la mort de Möngke et les désordres successoraux qui en découlaient. Kîtbûqâ entreprit de rassembler ses troupes éparpillées en Syrie. Sa vanité lui fit refuser d’attendre les renforts promis par Houlagou. Le 3 septembre 1260, Qutuz et Baybars vinrent à bout de l’armée mongole conduite par Ketboğa à la bataille d’`Ayn Jâlût. La Syrie revint aux Mamelouks et les Mongols se retirèrent au-delà de l’Euphrate. Cette victoire marqua l’arrêt de l’avancée des Mongols et la fin de leur réputation d'invincibilité.
À son retour au Caire, Baybars renversa le sultan Qutuz qui lui refusait le poste de gouverneur de la Syrie. Il se proclama sultan. Quelques mois après son accession au pouvoir, Abû al-Qâsim Ahmad arriva au Caire ; c'était le dernier Abbasside survivant du massacre de 1258. Il était l’oncle d’Al-Musta'sim, le 37e et dernier calife de Bagdad, le fils d’Az-Zâhir (35e calife) et le frère d’Abû Ja`far Al-Mustansîr (36e calife). Baybars ira lui-même à sa rencontre pour reconnaître son rang. Le nouveau calife prit alors le nom d’Al-Mustansîr, comme son frère avant lui à Bagdad. Quelques jours plus tard, il décerna à Baybars le titre de « sultan universel » qui lui conférait une légitimité supplémentaire et justifiait son protectorat sur les villes saintes d’Arabie. Le calife proclama que le devoir des musulmans était de reconquérir Bagdad.